# Kløvermarkens Tennis Klub
Kløvermarkens Tennis Klub (KTK), er en squash- og tennisklub med hjemsted i Kløvermarkens Tennis og Squashcenter i København. Den fik navn efter Kløvermarken og blev stiftet i 1926, indmeldt i Dansk Tennis Forbund i maj 1931 og er tillige medlem af Københavns Tennis Union.
Leif Rovsing melder sig ind i den ny klub og finansierer en opvisningsbane med tribuner og omklædning.

## Danske mesterskaber
- 1927 Axel Petersen og  Einer Ulrich herredouble ude
- 1927 Axel Petersen herresingle ude
- 1927 Axel Petersen herresingle inde